# Giovanni Migliorati
Giovanni Migliorati (Sulmona, 1375 - Bolonha, 16 de outubro de 1410) foi um cardeal do século XV.

## Primeiros anos
Nasceu em Sulmona em 1375. Filho de Nicolò Megliorati. Sobrinho do Papa Inocêncio VII . Seu primeiro nome também está listado como Giovanni Nicolò. Ele foi chamado de Cardeal de Ravenna.
Obteve o doutorado em direito canônico e a licenciatura em direito civil.
Eleito arcebispo de Ravenna em 15 de setembro de 1400; ele ainda não havia atingido a idade canônica; sucedeu a seu tio, o papa. Consagrado (nenhuma informação encontrada). Introduziu os Carmelitas na sua arquidiocese e deu-lhes a igreja de S. Giovanni Battista. Diz-se que ele nunca residiu em sua sé.
Criado cardeal sacerdote de S. Croce em Jerusalém no consistório de 12 de junho de 1405; ele manteve a administração de sua sé; ingressou na Cúria Romana em 16 de setembro de 1406 e foi recebido pelo papa em consistório público; o papa encerrou as cerimônias de sua investidura como cardeal em 20 de outubro de 1406, juntamente com as do cardeal Angelo Correr. Participou do conclave de 1406 , que elegeu o Papa Gregório XII. Participou do Concílio de Pisa. Participou do conclave de 1409 , que elegeu o antipapa Alexandre V; e na de 1410 , que elegeu o antipapa João XXIII.
Morreu em Bolonha em 16 de outubro de 1410. Enterrado na catedral de Ravenna